# Выборы в регионах России (2005)

Карта региональных выборов в 2005 году.
Парламентские
Губернаторские и парламентские
Парламентские и референдум
Референдум

В 2005 году, согласно данным Центральной избирательной комиссии Российской Федерации, прошло 2232 выборных кампании различного уровня, включая выборы главы одного региона и 591 муниципального образования, а в 21 субъекте федерации прошли выборы в законодательные собрания.

## Главы регионов
В декабре 2004 года по инициативе Президента России Владимира Путина был отменён принцип выборности глав регионов, поэтому в 2005 году прошли последние такие выборы, был избран губернатор Ненецкого автономного округа.

## Законодательные собрания субъектов федерации

### 23 января

#### Таймырский (Долгано-Ненецкий) автономный округ (данные неофициальные)
- Единая Россия 31,16 %; 3
- За Наш Таймыр (Яблоко, РПЖ). 21,76 % ;2
- Народная партия Российской Федерации 13,30 % ;1
- ЛДПР 11,01 %; 1

### 6 февраля

#### Ненецкий автономный округ
Выборы проходили по смешанной системе.10 депутатов избирались в Собрание по результатам голосования в одно- и двухмандатных избирательных округах, ещё 10 депутатов избирались по партийным спискам.
Участвовали ЕР, КПРФ, ЛДПР, СПС, Родина (партия, Россия), Партия жизни, НПРФ
В окружной парламент прошли (по партспискам):
- КПРФ 27,02 %; (4)
- Единая Россия 23,55 %; (3)
- ЛДПР 10,72 %; (1)
- За наш округ (Российская партия жизни, НПРФ) 9,78 %; (1)
- РПП 9,26 %; (1)

### 20 марта

#### Владимирская область
- Гражданский союз (СПС и Яблоко)
- Аграрная партия России
- Единая Россия 20,5 %; 6
- КПРФ 20,3 %; 5
- ЛДПР 8,2 %; 2
- Российская партия жизни 10 % ; 2
- Российская партия пенсионеров 10,1 %;3
- не прошла РКП-РПК, Родина снята

#### Рязанская область
- За Рязанский край (Аграрная партия России, Народная партия Российской Федерации) 10,8 %; 2(местная власть)
- Социальная защита и справедливсть (Социал-демократическая партия России, Партия социальной справедливости) 10,1 % ;2
- Родина 13 % ;3
- КПРФ 15,2 %; 3
- Единая Россия 22,2 %; 5
- Свободная Россия −0
- Евразийский союз −0
- ЛДПР 8,4 % ;1
- СПС 5,5 % ;1

#### Воронежская область
- Единая Россия — 29,09 %; 11
- Родина" — 21,02 %; 8
- КПРФ — 13,66 %;5
- блок «Справедливость» (Партия Русь, Национал-консервативная партия, Евразия), — 6,43 %; 2
- ЛДПР — 5,95 %; 1 2

### 27 марта

#### Амурская область
Участвовали 9, прошли — 8:
- блок «Мы — ЗА развитие Амурской области» (РДП Яблоко, Российская партия жизни) — 17,7 %, 4 (мест. власть)
- Единая Россия — 16,6 %, 3
- КПРФ — 13,19 %, 3
- СПС — 12,78 %, 3
- Российская Партия Пенсионеров — 8,35 %, 2
- блок «За родное Приамурье» (Народно Патриотическая Партия России, Народная партия Российской Федерации, Свобода и народовластие, а также неформально — ВКПБ) — 5,07 %, 1
- Родина — 3,98 %, 1
- ЛДПР — 3,6 %, 1

#### Ямало-Ненецкий округ
по общеокружному списку
- ЕР 6
- КПРФ 2
- Родина 1

### 22 мая

#### Магаданская область
- ЕР 28,76 % 5
- КПРФ 13,56 % 3
- ЛДПР 16,72 % 3
- Партия пенсионеров 20,68 % 3
- Против всех 15,80 %

### 16 октября

#### Белгородская область
- ЕР 11
- КПРФ 4
- ЛДПР 2
- Родина 1

### 30 октября

#### Агинский Бурятский округ
- ЕР — 6,
- КПРФ — 2,
- ЛДПР — 1.

### 27 ноября

#### Чеченская Республика
Совет Республики: 18.
- ЕР 16
- КПРФ 2
- СПС 2

Народное Собрание
Народное Собрание: G20/40. 5 %. Участвуют 8, прошли 3:
- ЕР — 60,65 % (14 мест),
- СПС — 12,39 % (3),
- КПРФ — 12,20 % (3). Не прошли 5: Евразийский союз — 3,85 %, Яблоко — 3,15 %, Родина — 2,39 %, ЛДПР — 1,46 %, Народная воля — 1,29 %. Против всех 1,51 %. Список РПР не зарегистрирован.

Народное Собрание: 20/40. ЕР — 10, СПС — 1, Евразийский союз — 1, независимые — 8.

### 4 декабря

#### Москва
| Партия                          | Голосов | Процент | Мест по партийным спискам | Всего мест |
| ------------------------------- | ------- | ------- | ------------------------- | ---------- |
| КПРФ                            | 401405  | 16,75 % | 4                         | 4          |
| Российская партия жизни         | 114329  | 4,77 %  | 0                         | 0          |
| Свободная Россия                | 53204   | 2,2 %   | 0                         | 0          |
| Яблоко — Объединённые демократы | 266295  | 11,11 % | 3                         | 3          |
| Народная воля                   | 14316   | 0,6 %   | 0                         | 0          |
| Зеленые                         | 63172   | 2,64 %  | 0                         | 0          |
| ПСС                             | 29220   | 1,22 %  | 0                         | 0          |
| Единая Россия                   | 1132523 | 47,25 % | 13                        | 28         |
| ЛДПР                            | 191833  | 8.00 %  | 0                         | 0          |
| !Недействительных               | 130378  |         |                           |            |
| Явка                            | Явка    | Явка    | Явка                      | 34,75%     |

Список Яблока был объединённый Яблоко+СПС.

#### Костромская область
- ЕР — 33,7 %, 10
- ЛДПР — 13,03 %, 4
- КПРФ — 11 %, 3
- Родина — 10,27 %, 3
- РПП — 9,45 %, 3
- СПС — 5,03 %.1

#### Ивановская область
- ЕР — 30 %, 7
- КПРФ — 17 %, 4
- АПР — 12 %, 3
- Родина — 9 %, 2
- ЛДПР — 8 %, 2
- РПЖ — 5 %, 1

### 11 декабря

#### Хабаровский край
- ЕР — 11
- КПРФ — 10
- ЛДПР — 24
- Родина — 9

#### Новосибирская область
- ЕР — 34
- КПРФ — 20
- АПР — 14
- ЛДПР — 8

### 18 декабря

#### Тамбовская область
- Единая Россия — 40,52 % (13-14),
- КПРФ — 19,95 % (7-8),
- ЛДПР — 9,7 % (3-4).

#### Тверская область
- Единая Россия — 7
- КПРФ — 3
- Родина — 2
- Народная воля — 2
- ЛДПР — 2
- Аграрная партия России — 1

### 25 декабря

#### Челябинская область
- ЕР — 20
- КПРФ — 4
- ЛДПР — 3
- Родина — 2

#### Чукотский автономный округ
- ЕР — 5
- ЛДПР — 1